# Jonas Davidsson
Jonas Davidsson, född 7 augusti 1984 i Motala, är en svensk speedwayförare.
Davidsson körde i Rospiggarna 2005, men skrev på för Hammarby Speedway 2006, där han emellertid inte fick köra många matcher på grund av dåliga resultat. Han lånades därför ut till Rospiggarna där resultaten genast blev bättre och han blev en av de bästa poängplockarna och tog minst 9 poäng per match. Han tog SM-silver 2007 efter Andreas Jonsson. 2009 körde han för moderklubben Piraterna i Motala. Där blev han svensk mästare 2011. Trots det fick han inget nytt kontrakt för 2012 utan körde då för Dackarna. 2013 var han tillbaka i Piraterna och var då med och körde hem klubbens andra SM-guld. Historien från 2011 upprepades dock då han trots det inte fick nytt förtroende inför 2014. Jonas återvände till nykomlingen Rospiggarna som var säsongens överraskningslag och tog sig till SM-semifinal. 2015 var han återigen tillbaka i moderklubben Piraterna. Och i allsvenskan körde  han för Västervik speedway. Från 2016 kör han för Vargarna i allsvenskan. 2017 bytte han klubb i elitserien till Elit Vetlanda. 2018 körde han i Piraterna i allsvenskan efter en sista plats i elitserien.